# Felix Gottwald
Felix Gottwald (Zell am See, 13 de  janeiro de 1976) é um ex-atleta de combinado nórdico austríaco. Em sua carreira, conquistou três medalhas de ouro olímpicas nos Jogos de 2006 e 2010.